# Пролом
 Тази статия е за земната форма.  За селото в Южна България вижте Пролом (село).  За българското списание вижте Пролом (списание).
Проломът е най-често срещаната проломна релефна форма. Представлява речна долина, която пресича планинска верига и обикновено е много по-тясна, отколкото широка.

## Начини за образуване
Основната сила за разрушаването на скалите дотам, че да бъде „проломена“ цяла планина, е силата на течащата вода. Процесът на разрушаване се нарича ерозия. Това е бавен процес, който има свой обхват и скорост. Ако скоростта на ерозията е по-висока от скоростта, с която се издига планината, се образува пролом, наречен антецедентен. При него реката е по-стара от планината, но не обръща течението си. Най-характерен пример за такъв вид пролом е Искърският пролом през Стара планина. Вторият вид проломи са епигенетичните. Те са врязани в твърда скална основа без оглед на тектонски линии, но при наличието на покривка от по-лесно разрушими пластове, в които реката се е врязала първоначално. Изработила един път леглото си, реката продължава да се врязва и в твърдите скали. У нас типичен епигенетичен пролом е проломът Кракра на река Струма при Перник. Друг начин за образуване на пролом е срещането на две противоположни долини. В процеса на разрушаване на повърхността те могат да стигнат до там, че да се превърнат в обща долина, която свързва два водосборни басейна от двете страни на планината. Възможно е също една река да попадне на разломна структура през планината и тогава тя лесно си пробива път по нея.
Големите младонагънати планински вериги в света (Алпи, Анди, Скалисти планини, Хималаи, Кавказ) не са проломени.

## Сравнение с другите проломни форми
На повечето езици не се прави съществена разлика между различните проломни форми, но на български език се използват редица понятия – пролом, клисура, дефиле, ждрело. Това означава, че народът си е давал сметка за наличието на различни отличителни черти. От геоложка гледна точка могат да се различат формите каньон, пролом и ждрело.
Каньонът се образува в равнинни и платовидни райони, съставени от много меки (утаечни) скали. Каньоните са дълбоки и широки, но не пресичат планини. Та са с големи размери, наподобяват цели лабиринти. За разлика от тях, проломите са тясно свързани с планините. В горната си част те са по-тесни от каньоните, но край речното корито са по-широки. По тях удобно могат да се прекарват пътища и железопътни линии.
Ждрелото е много тесен пролом – толкова тесен, че стените му са отвесни, а дъното на долината съвпада с речното корито. Докато проломите могат да са дълги десетки километри, ждрелата са с много по-малки размери.

## Известни проломи
В България най-известен и голям е Искърският пролом (70 км), който проломява Стара планина. По-нагоре по течението си Искър създава Панчаревският пролом (22 км). След тях се нареждат Земенският пролом (22 км) и Кресненското дефиле (18 км) – и двата на река Струма, Момина клисура (27 км) на река Места. Общо в страната се наброяват близо 40 пролома.
По света
- Проломът на река Цангпо (Брахмапутра), през който тя заобикаля Хималаите – най-голям в света с дължина над 500 км;[4]
- Проломът на река Блайд в Драконовите планини, Южна Африка;
- Проломът Железни врата на река Дунав между Сърбия и Румъния - най-голям в Европа (109 км);
- Олдувей в Танзания - част от Голямата рифтова долина с множество находки от праисторически хора;
- Проломът на река Ниагара на границата между Канада и САЩ;
- Проломите на Ардеш и Тарн в Централния масив, Франция;
- Медният пролом в Мексико;
- Проломът Скипър в Нова Зеландия;